# Peter Englund

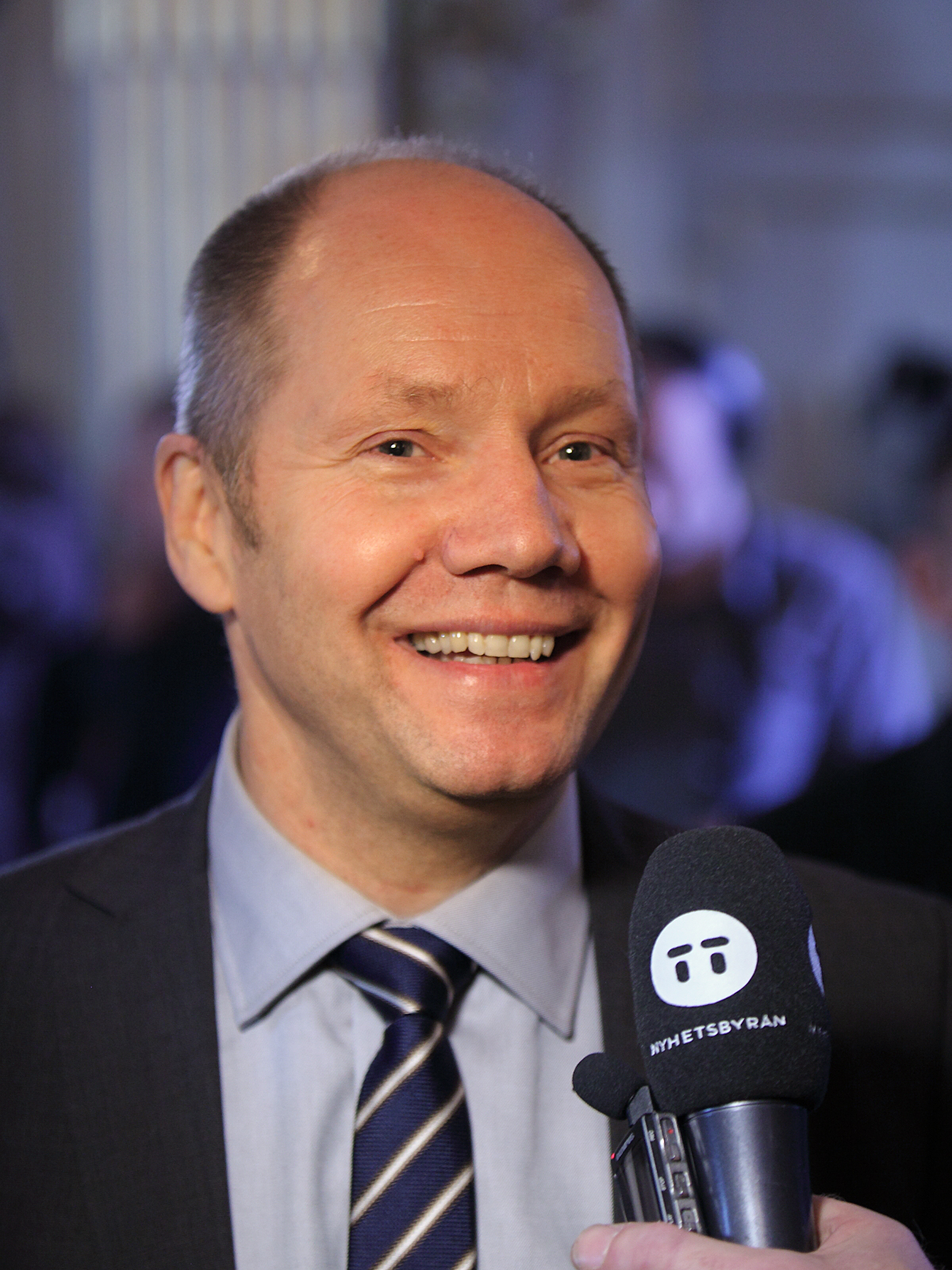
Peter Englund, 2013

Peter Englund (Boden, 4 april 1957) is een Zweedse schrijver en historicus. Hij is sinds 2002 lid van de Zweedse Academie en was sinds 2009 werkzaam als de permanente secretaris van dit gezelschap, totdat hij in die functie in 2015 werd opgevolgd door Sara Danius.

## Achtergrond
Englund is afkomstig uit een familie van militairen. Na zijn middelbare school vervulde hij zijn dienstplicht in het Zweedse leger in het Norrbotten Regiment in Boden. Hij was politiek actief en sympathiseerde met de Vietcong. Englund studeerde archeologie, geschiedenis en theoretische filosofie aan de Universiteit van Uppsala. Nog tijdens zijn studie schreef hij de bestseller Poltava (1988), een gedetailleerd verslag over de Slag bij Poltava, waar in 1709 de troepen van de Zweedse koning Karel XII werden verslagen door het Russische leger van tsaar Peter I. Ook was Englund medewerker van de Militära Underrättelse- och Säkerhetstjänsten (MUST), de Zweedse militaire inlichtingendienst. In 1989 promoveerde hij op een dissertatie over het wereldbeeld van de Zweedse adel in de zeventiende eeuw.
In 1993 werd Englund onderscheiden met de Augustpriset. Ook ontving hij in 2002 de Stiftelsen Selma Lagerlöfs litteraturpris. In datzelfde jaar werd hij gekozen als lid van de Zweedse Academie, waarin hij zetel 10 bezet.
Englund schrijft non-fictieboeken en essays, vooral over geschiedenis, zowel over de periode waarin Zweden een politieke grootmacht was als over andere onderwerpen. Zijn stijl is toegankelijk en voorzien van verhalende details, die gewoonlijk niet in typische geschiedenisboeken voorkomen. Een deel van zijn werk is vertaald in onder andere het Duits en het Tsjechisch.

## Werk (selectie)
- 1988: Poltava ("Poltava") (ISBN 91-7486-834-9)
- 1989: Det hotade huset ("Het bedreigde huis") (proefschrift)
- 1991: Förflutenhetens landskap ("Het landschap van het verleden") (essays) (ISBN 91-7486-116-6)
- 1993: Ofredsår ("Oorlogsjaren") (over Erik Dahlbergh en Zweden tijdens de Dertigjarige Oorlog) (ISBN 91-7486-349-5)
- 1996: Brev från nollpunkten ("Brieven vanaf het nulpunt") (essays) (ISBN 91-7486-231-6)
- 2000: Den oövervinnerlige ("De onoverwinnelijke") (over Karel X) (vervolg op Ofredsår) (ISBN 91-7953-083-4)
- 2004: Tystnadens historia ("De geschiedenis van de stilte") (essays) (ISBN 91-7486-766-0)
- 2006: Silvermasken ("Het zilveren masker") (korte biografie van Christina I) (ISBN 91-0-010319-5)
- 2008: Stridens skönhet och sorg ("De schoonheid en het verdriet van de strijd") (microgeschiedenis over de Eerste Wereldoorlog) (ISBN 91-7353-2-444)